# Cíclids

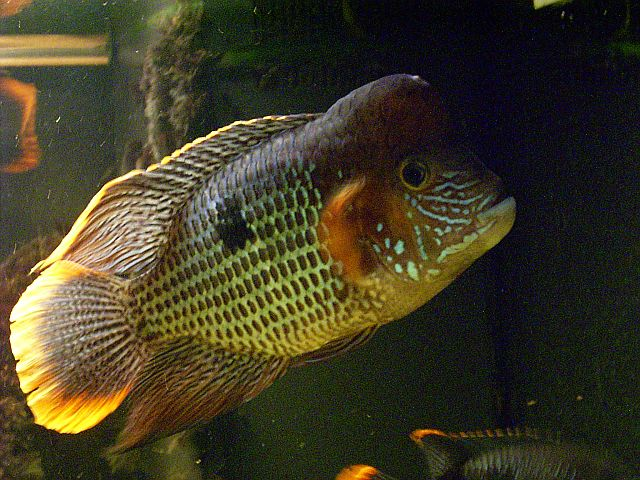
Aequidens rivulatus

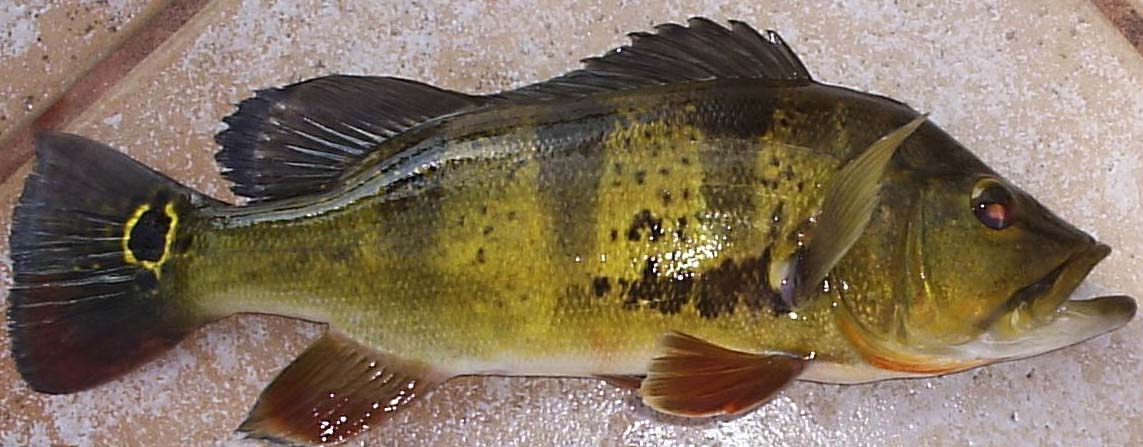
Cichla ocellaris

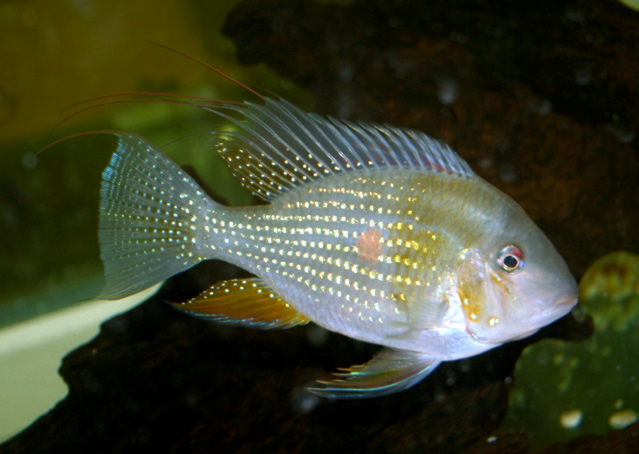
Acarichthys heckeli

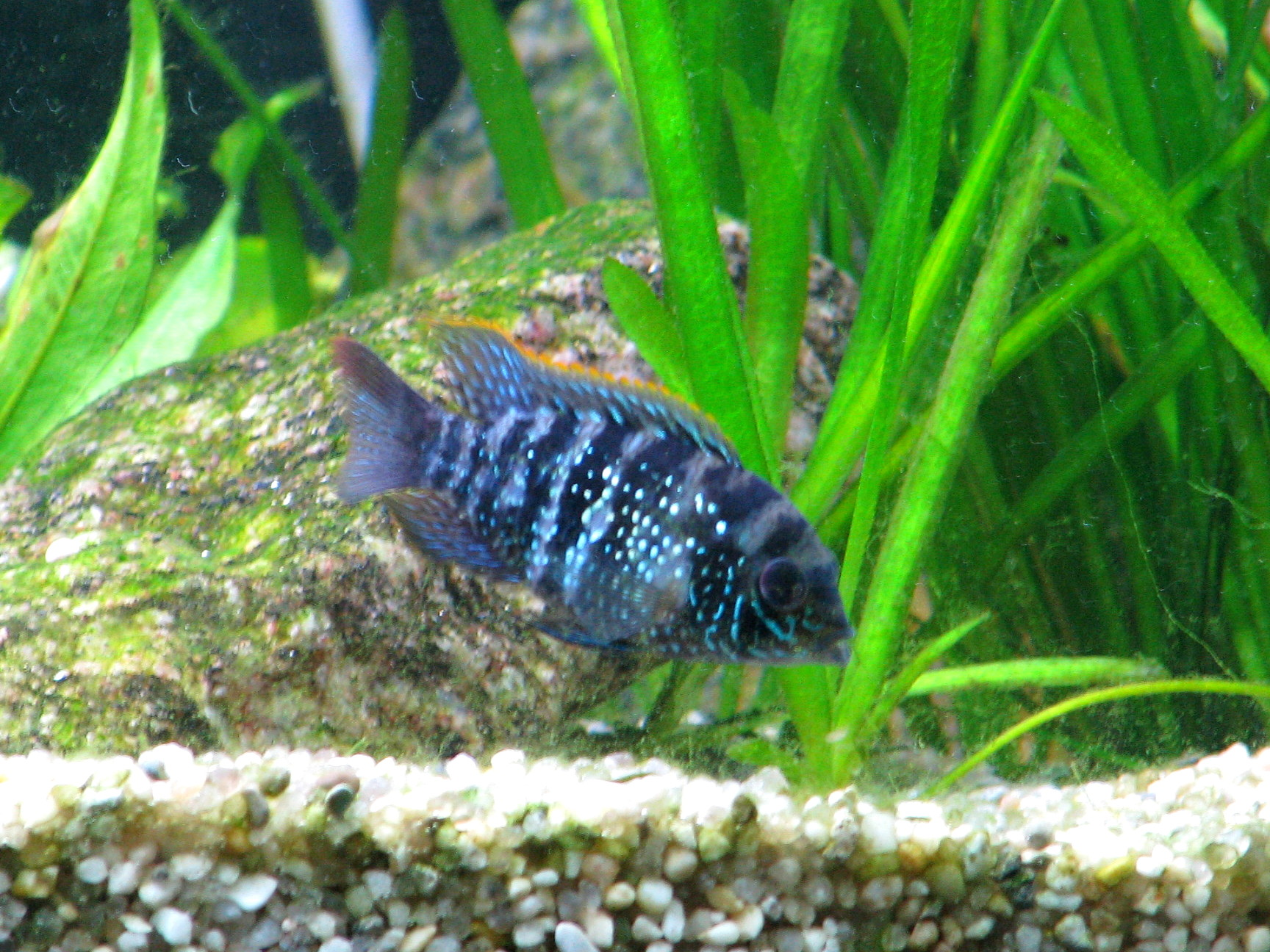
Aequidens pulcher

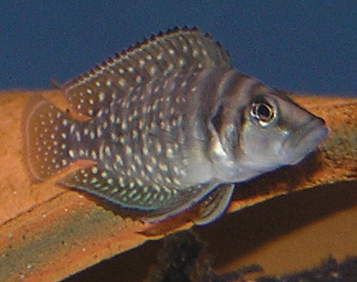
Altolamprologus calvus

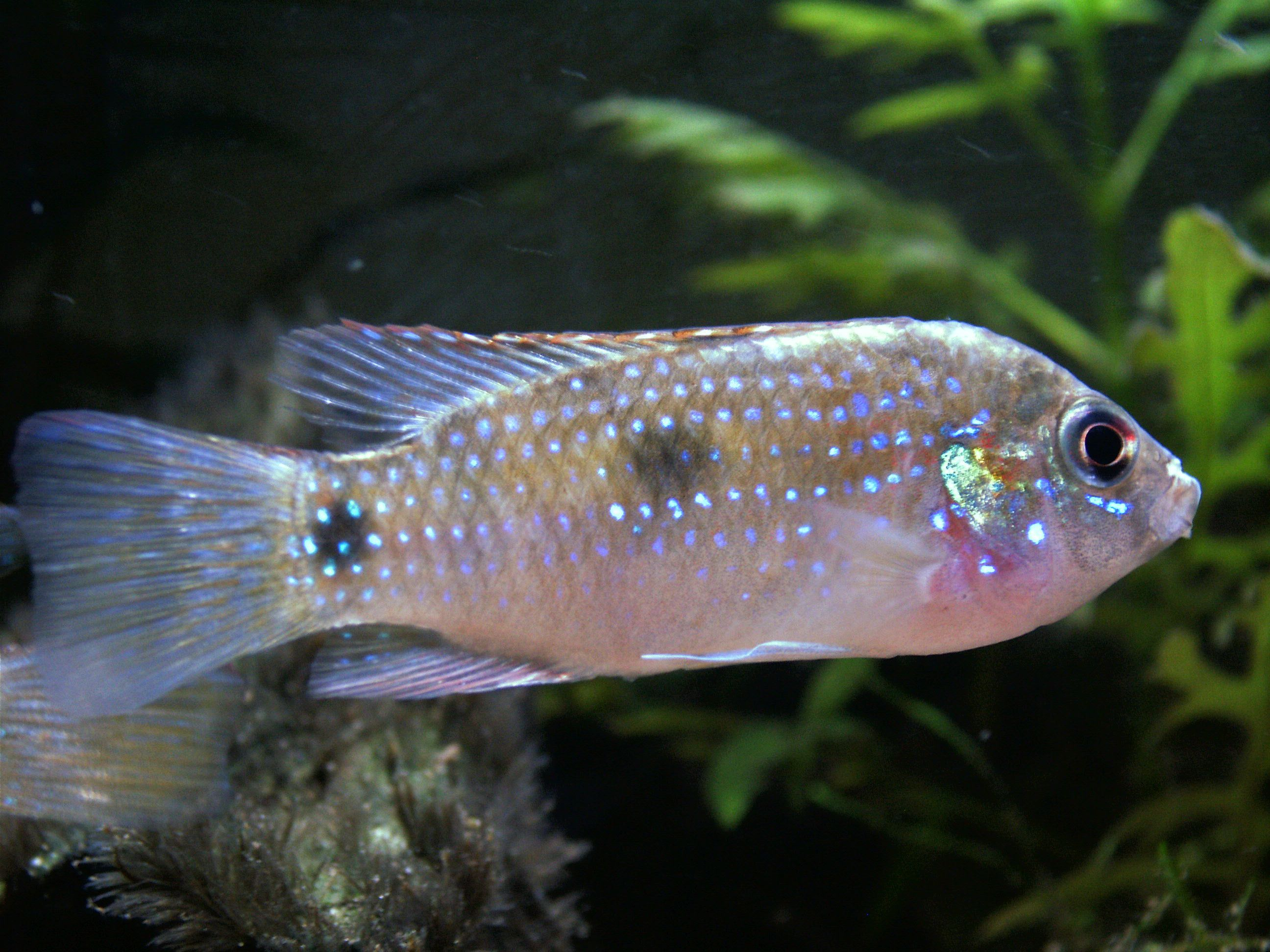
Anomalochromis thomasi

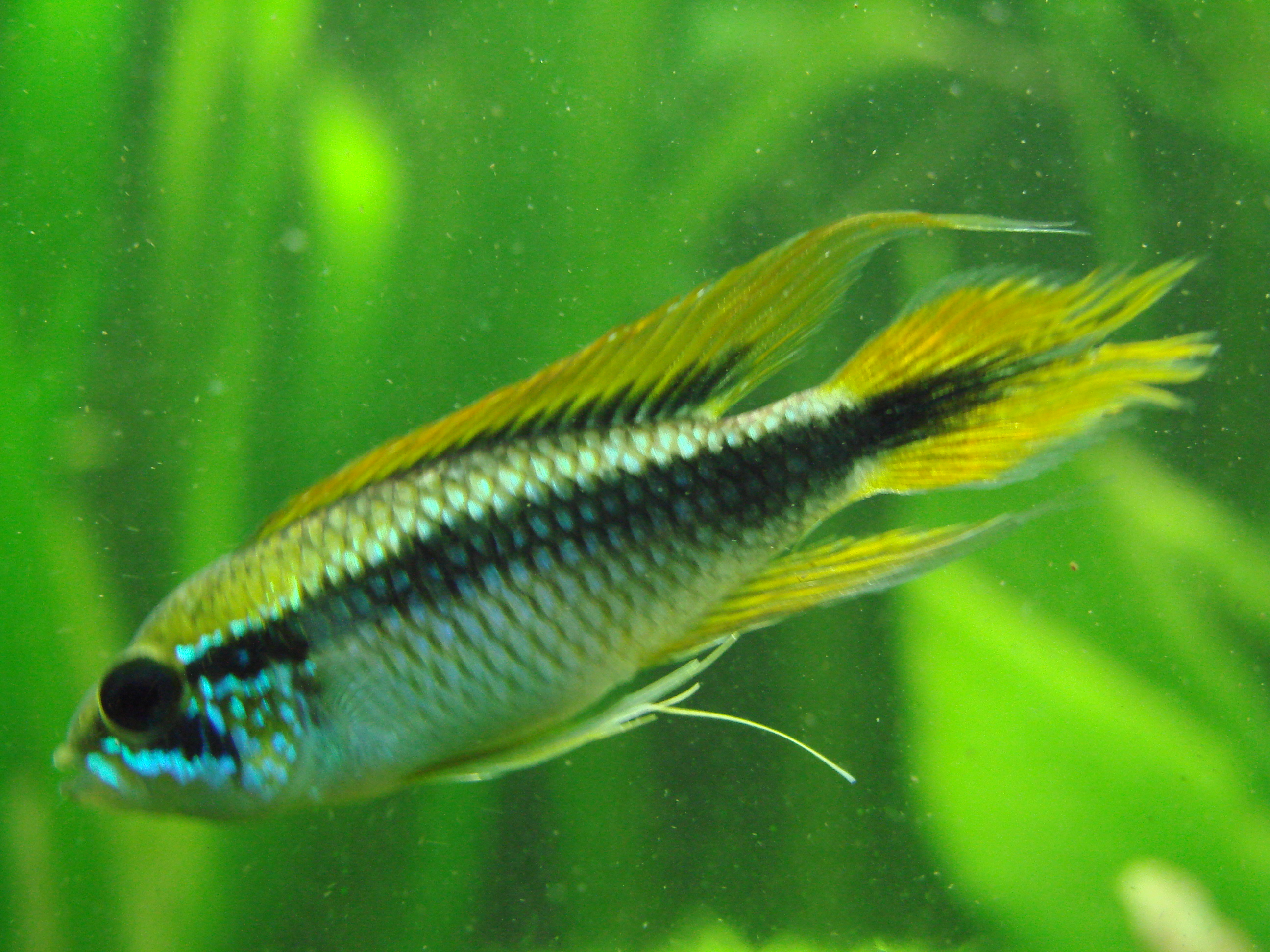
Apistogramma agassizii

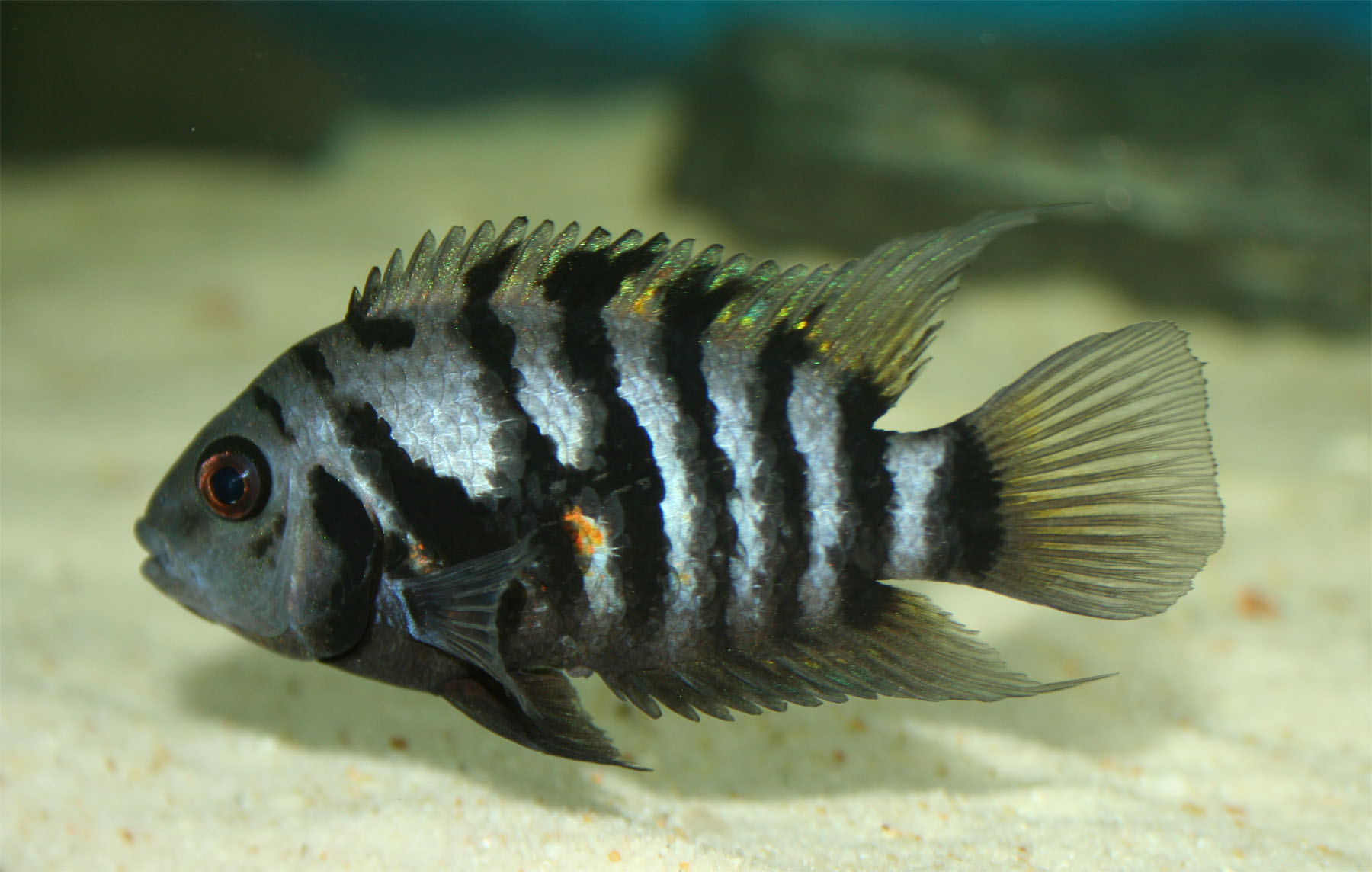
Femella dArchocentrus nigrofasciatus

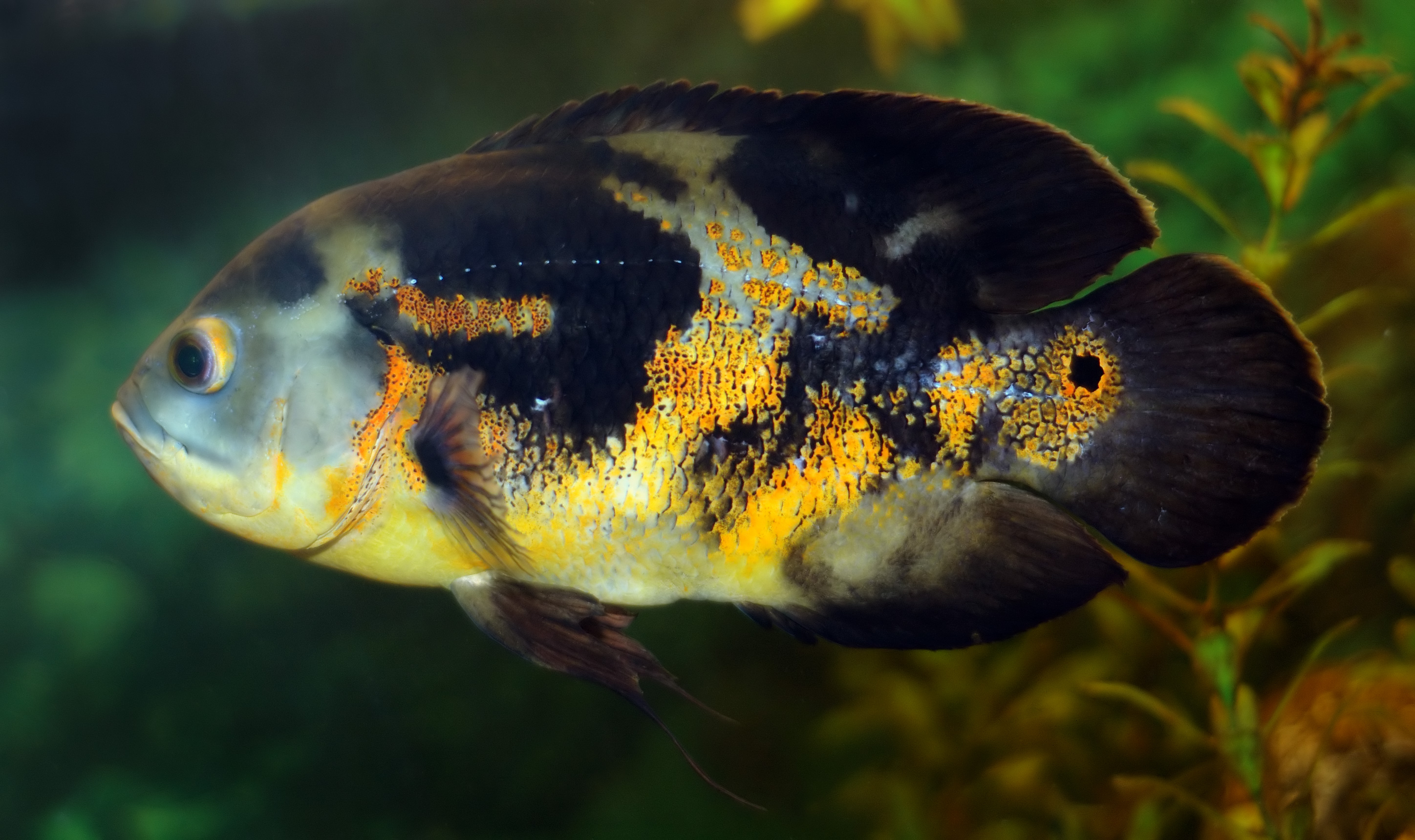
Astronotus ocellatus

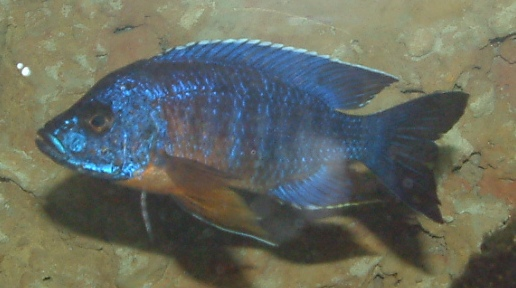
Aulonocara jacobfreibergi

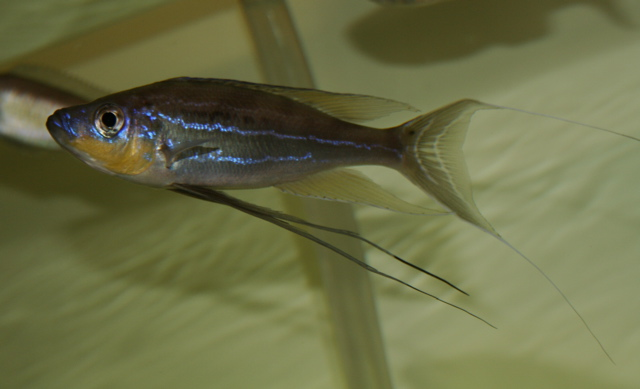
Benthochromis tricoti

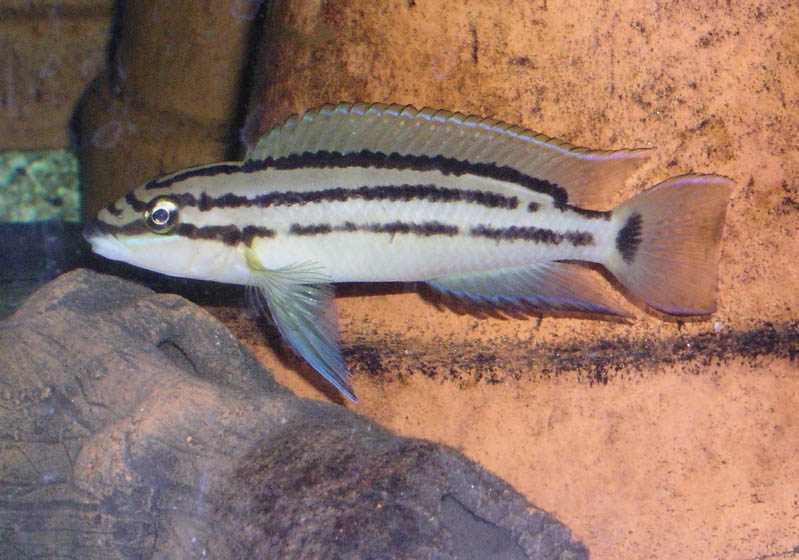
Chalinochromis popelini

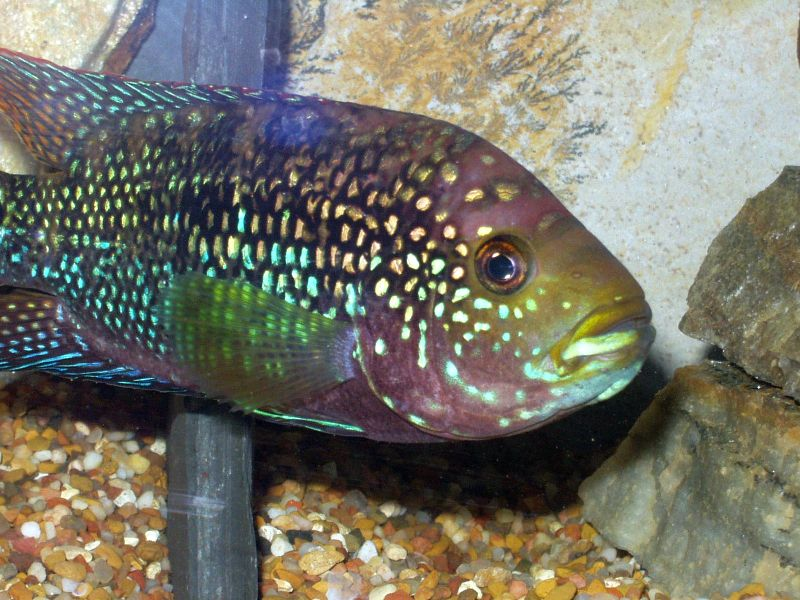
Cichlasoma octofasciata

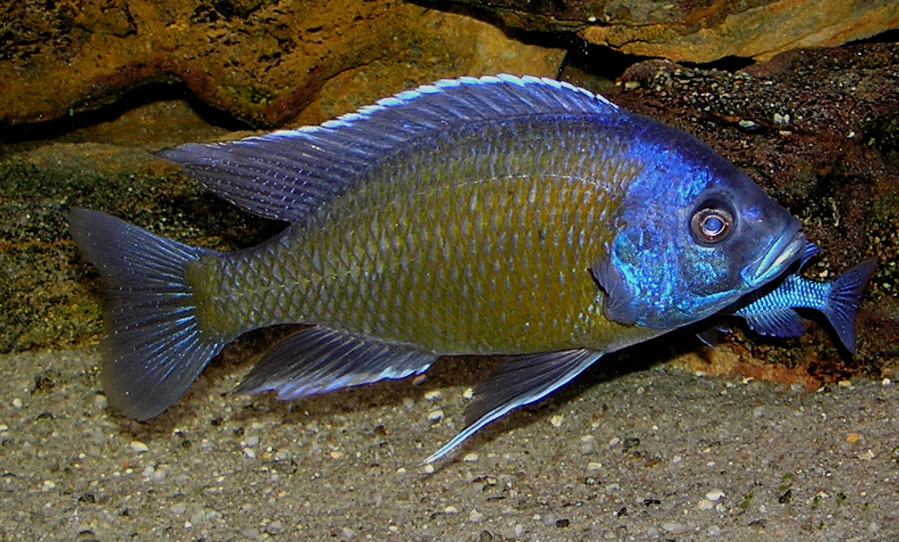
Copadichromis borleyi

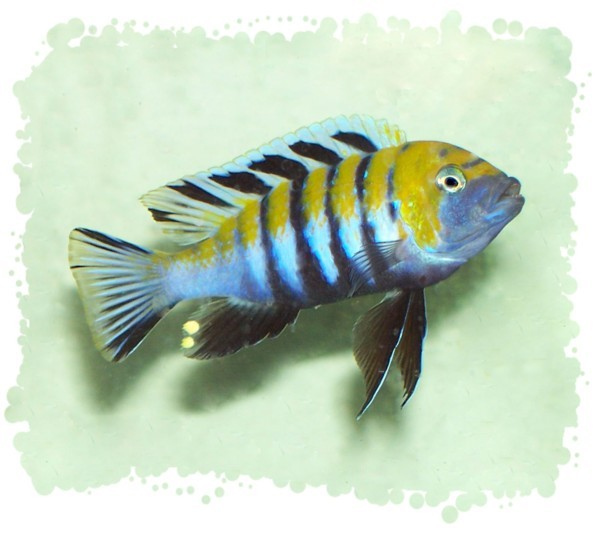
Cynotilapia afra

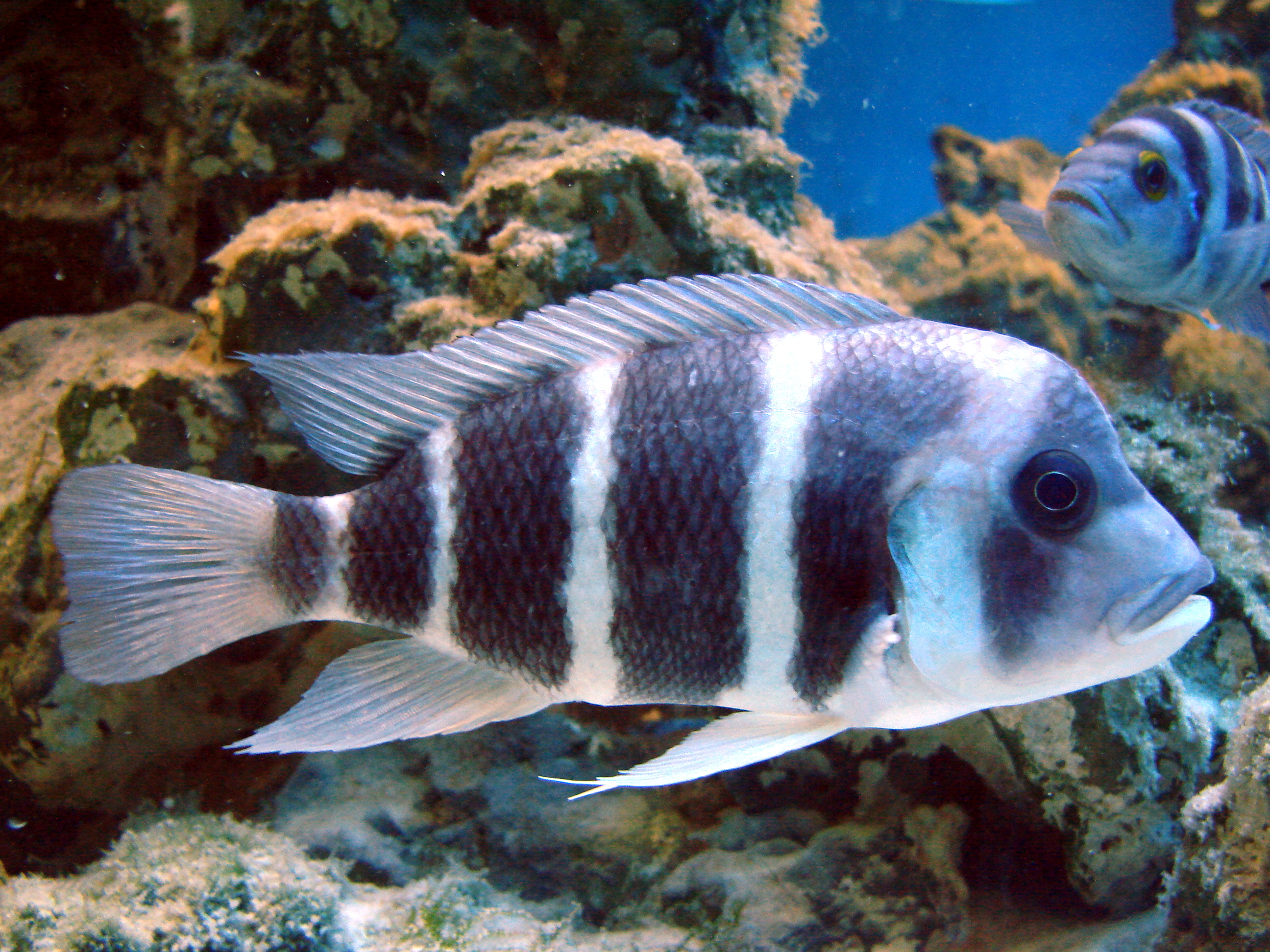
Cyphotilapia frontosa

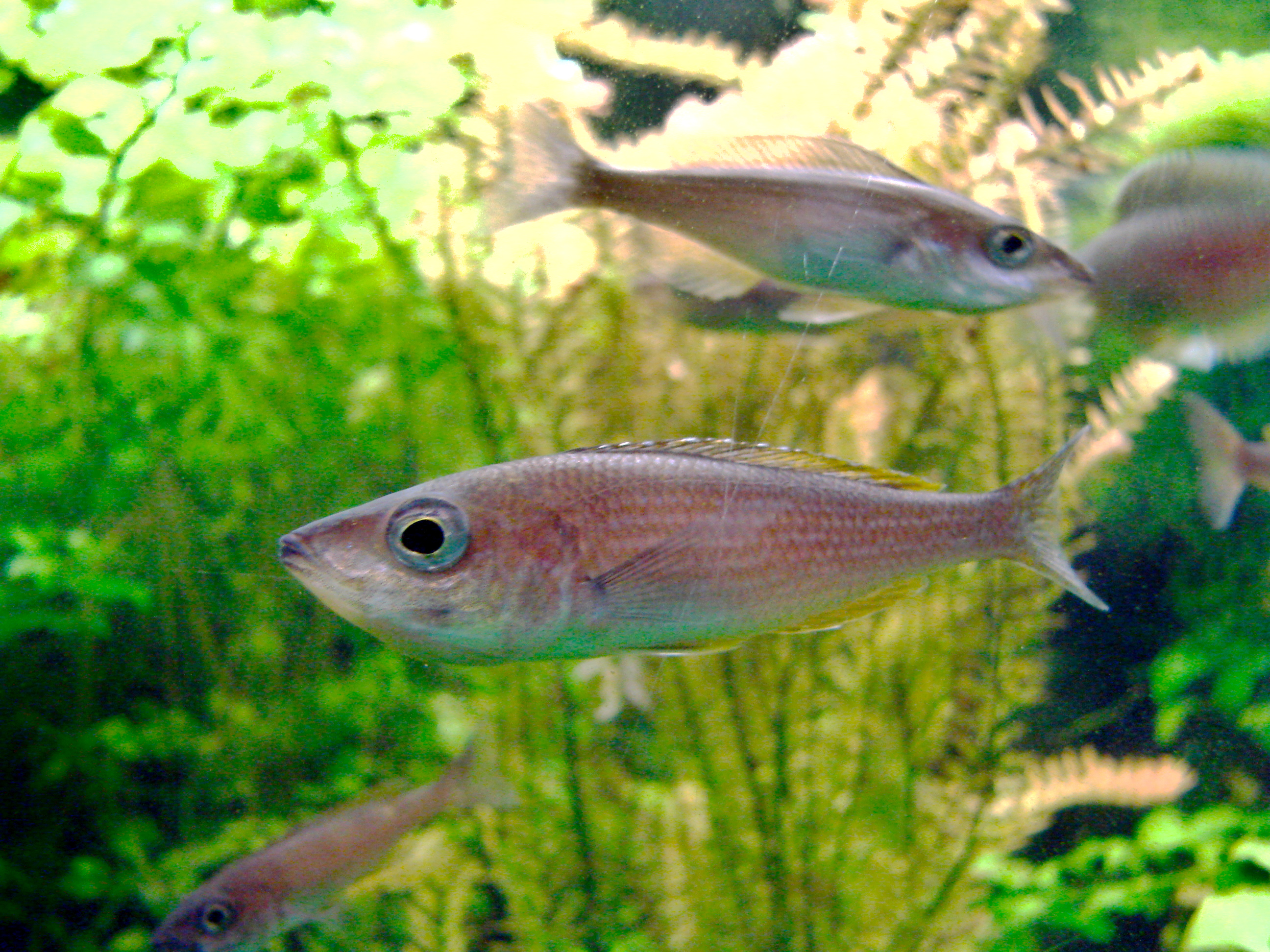
Cyprichromis leptosoma

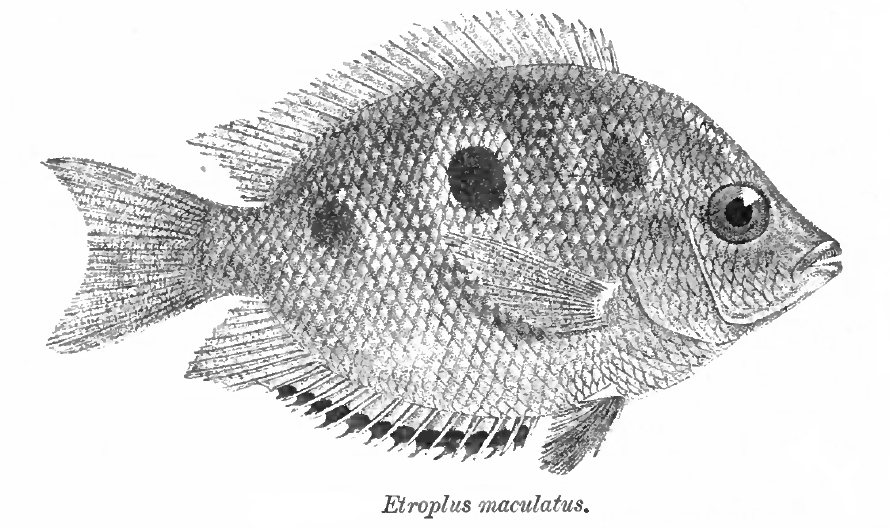
Etroplus maculatus

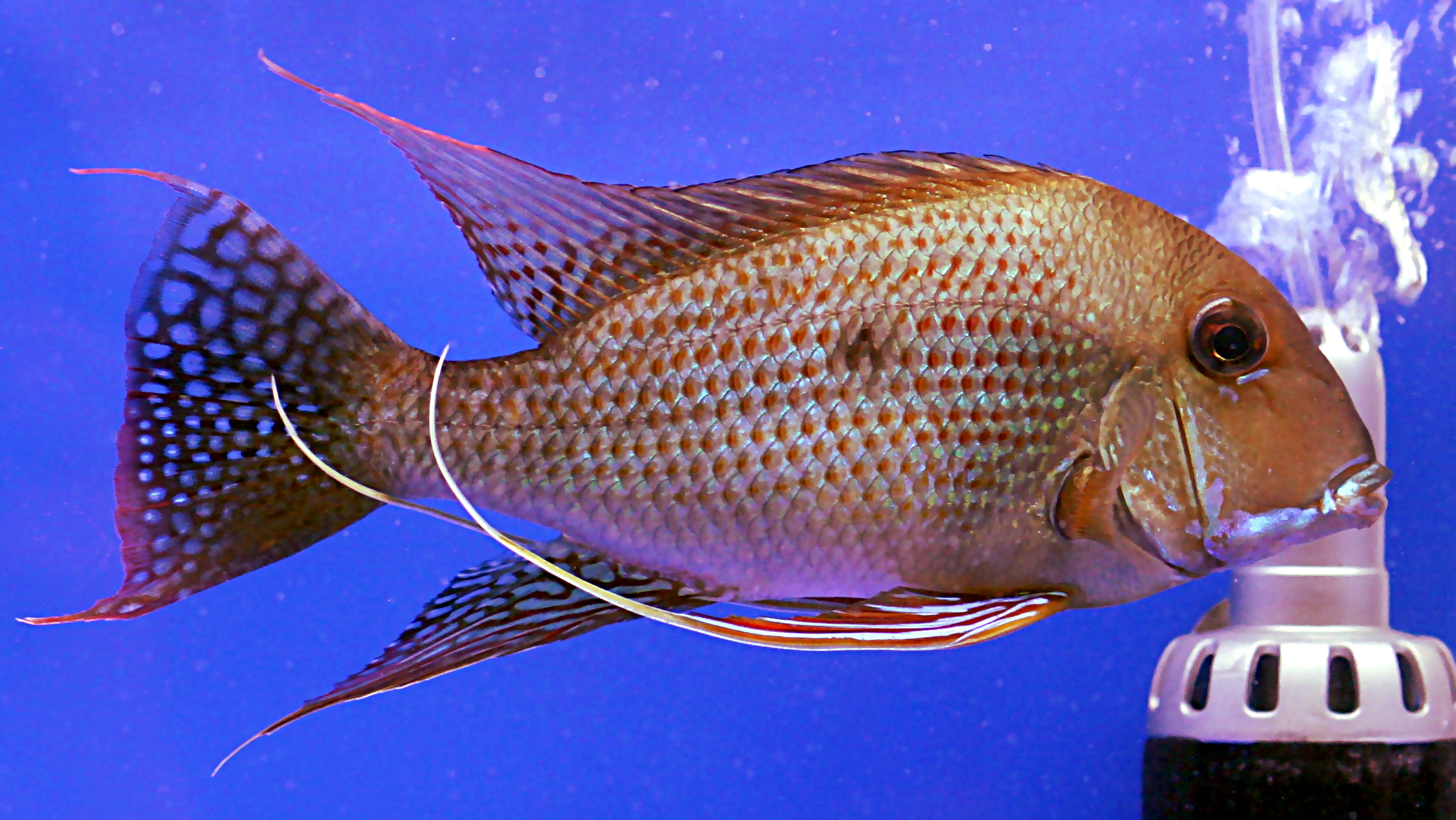
Geophagus surinamensis

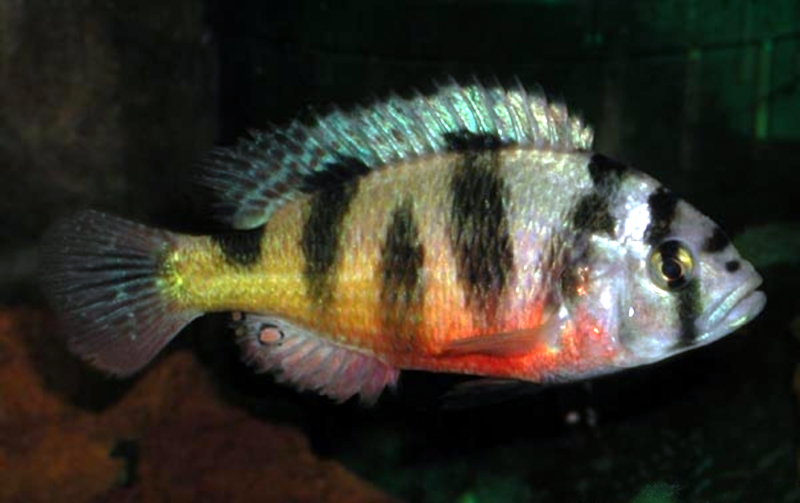
Astatotilapia latifasciata

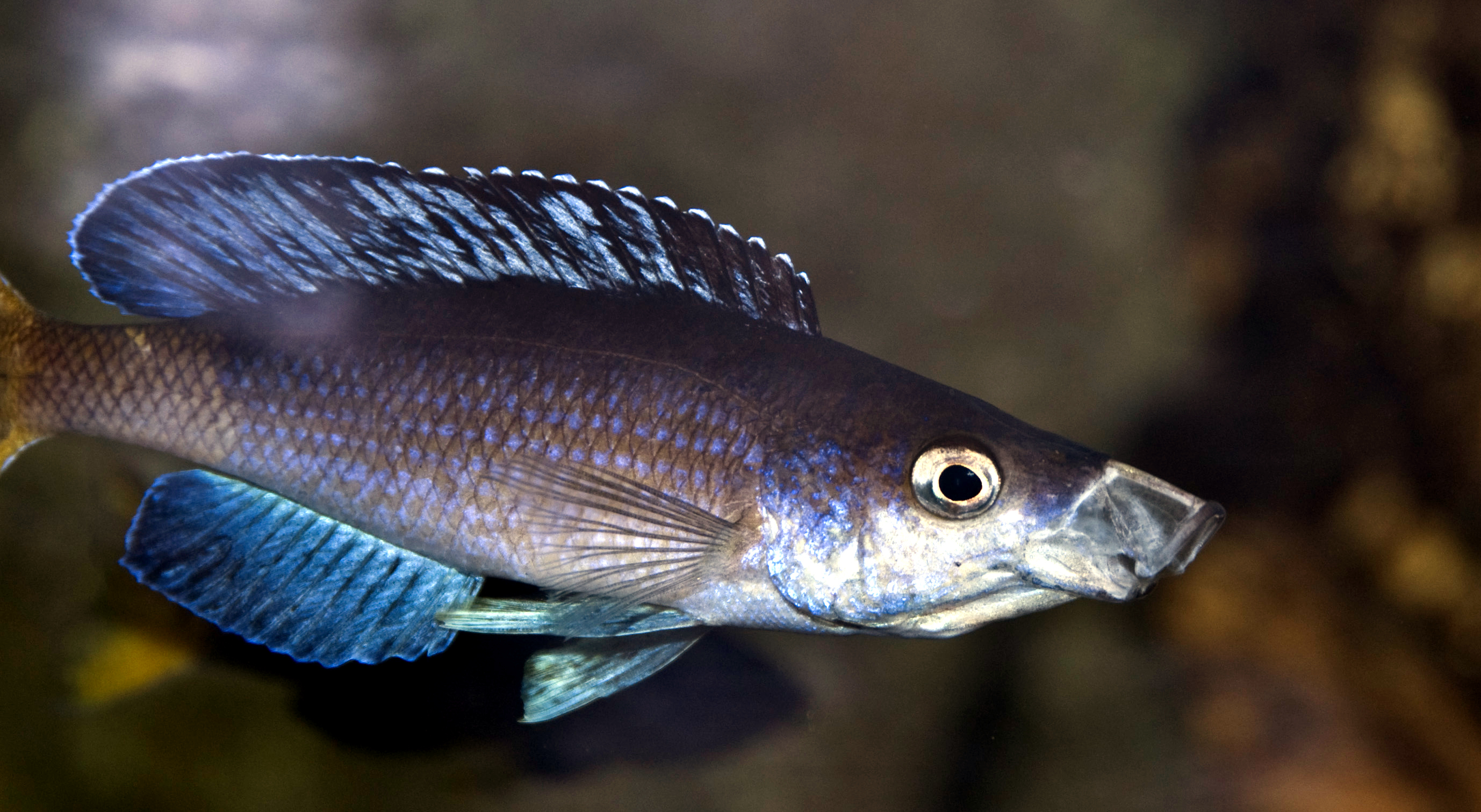
Cyprichromis kitumba

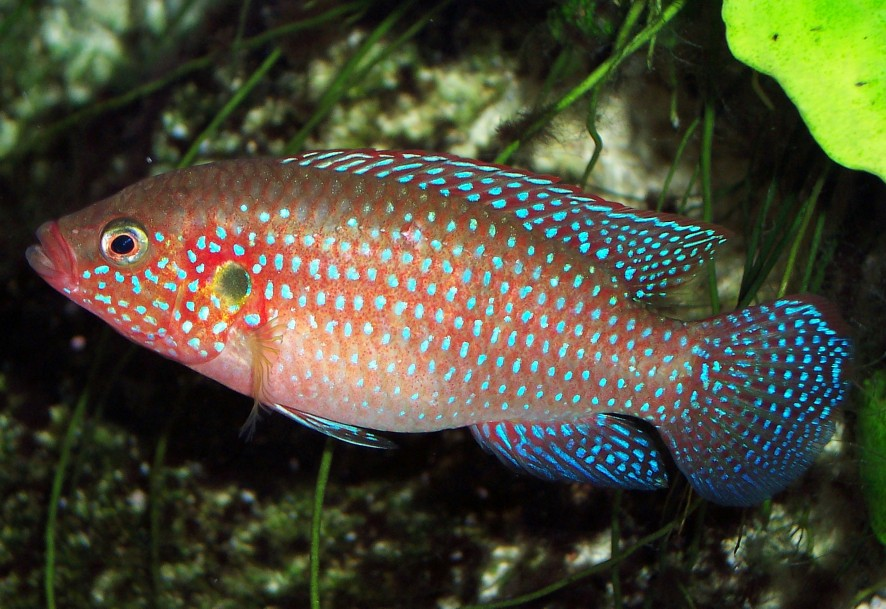
Hemichromis bimaculatus

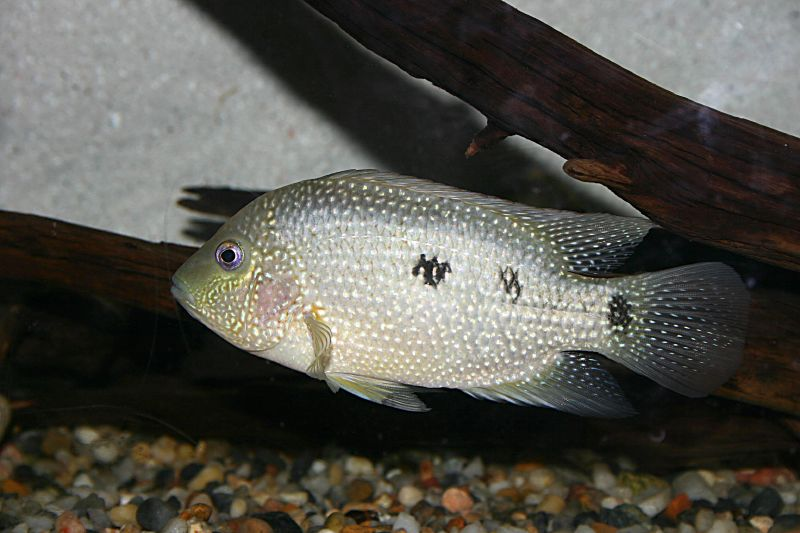
Herichthys cyanoguttatum

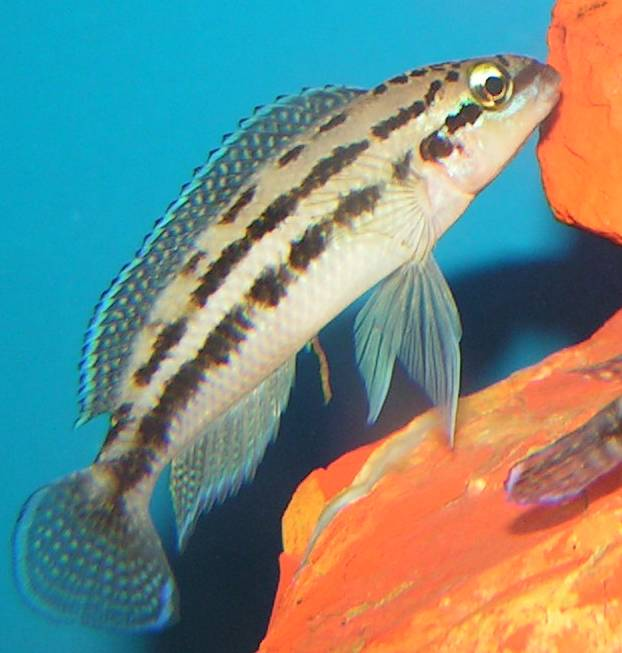
Julidochromis dickfeldi

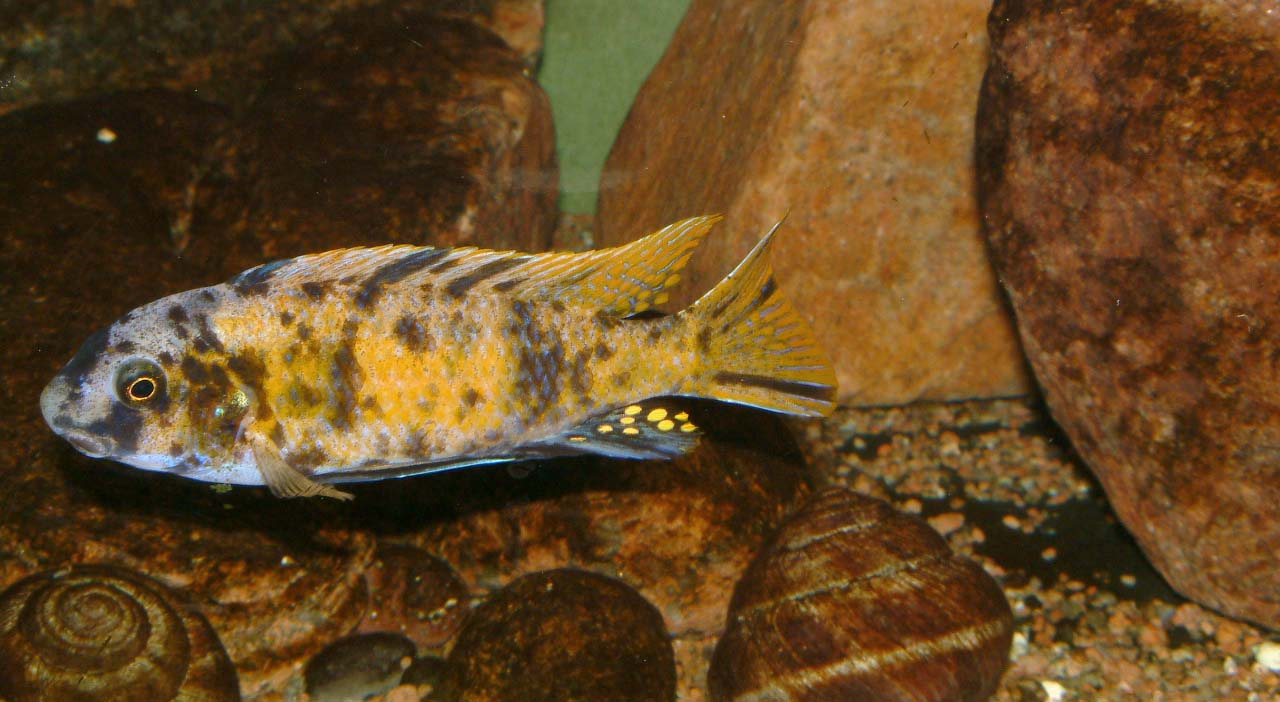
Labeotropheus fuelleborni

Els cíclids (Cichlidae) són una família de peixos d'aigües dolces tropicals pertanyent a l'ordre dels perciformes, algunes espècies de la qual són molt apreciades com a peixos d'aquari (especialment els gèneres Cichlasoma, Aequidens, Pseudotropheus, Aulonocara, Julidochromis, Pterophyllum i Symphysodon).

## Morfologia
Són de dimensions mitjanes, tot i que Boulengerochromis microlepis pot assolir els 80 cm de longitud màxima. La forma del cos és molt variable però, generalment, és allargada o ovalada i comprimida lateralment. Coloració de tons apagats en alguns i vistosa en uns altres. Tenen una sola aleta dorsal, la part anterior de la qual té radis espinosos. Tenen un orifici nasal a cada costat del cap. Interrupció de la línia lateral en la majoria de les espècies. Entre 3 i 15 espines a l'aleta anal (generalment, 3). Els mascles solen ser més grossos i amb les aletes més allargades que les femelles.

## Reproducció
- En general, acostumen a pondre els ous sobre pedres que anteriorment han estat netejades escrupolosament o sobre una fulla. Els pares es fan càrrec de les cries i les defensaran amb violència dels intrusos. D'altra banda, acostumen a ser peixos molt prolífics i és prou normal que les parelles romanguin unides durant molts anys.
- En les espècies del gènere Apistogramma és comú que els mascles posseeixin diverses femelles i que tinguin accés lliure als territoris de cadascuna d'elles.
- Un curiós mètode de reproducció d'alguns cíclids és la incubació bucal. En aquest cas, els mascles assagen els primers moviments dirigint-se a la femella, la qual lentament pon els seus primers ous i els guarda dins la boca. Tot seguit, el mascle exhibeix la seva aleta anal, en la qual estan dissenyades taques similars als ous. La femella, suposant que es tracta d'ous reals, intenta guardar-los a la boca i, en intentar-ho, s'empassa l'esperma del mascle i així fecunda els ous que té dins de la boca. El desenvolupament dels embrions es desenvolupa en aproximadament 20 dies.[9]

## Alimentació
Segons l'espècie, poden ser omnívors o herbívors.

## Hàbitat i distribució geogràfica
Viuen en les aigües de vegetació abundant de Sud-amèrica (290 espècies), Amèrica Central, Texas (1), les Índies Occidentals, Àfrica (900), Madagascar (17), el sud de l'Índia, Sri Lanka, la vall del riu Jordà (4) i l'Iran (1).

## Depredació
Molts cíclids adults, si tenen l'oportunitat, poden depredar els membres més joves de la seva pròpia espècie (ous, larves i alevins) o d'altres espècies de cíclids. Aquesta pressió depredatòria ajuda a explicar la intensa atenció dels pares envers la seua progènie. Així mateix, les espècies introduïdes(com la perca, per exemple) han resultat desastroses per a molts cíclids endèmics fins a l'extrem de causar l'extinció d'algunes espècies. Els éssers humans també han exercit una intensa pressió sobre aquesta família de peixos al llarg dels segles.

## Observacions
Els cíclids són àmpliament emprats en aqüicultura per al consum alimentari humà. Així, per exemple, a Israel i Àsia els gèneres Oreochromis i Tilapia són molt populars; a l'Amèrica Llatina els gèneres Astronotus, Cichlasoma i Oreochromis; al Carib i a Egipte, les espècies del gènere Tilapia; i a la resta d'Àfrica, Oreochromis.

## Gèneres
- Acarichthys (Eigenmann, 1912)[15]
  - Acarichthys heckelii (Müller & Troschel, 1849)[16]
- Acaronia (Myers, 1940)[17]
  - Acaronia nassa (Heckel, 1840)[18]
  - Acaronia vultuosa  (Kullander, 1989)[19]
- Aequidens (Eigenmann & Bray, 1894)[20]
- Allochromis (Greenwood, 1980)[21]
  - Allochromis welcommei (Greenwood, 1966)[22]
- Alticorpus (Stauffer & McKaye, 1988)[23]
- Altolamprologus (Poll, 1986)[24]
- Amatitlania (Schmitter-Soto, 2007)[25]
- Amphilophus (Agassiz, 1859)[26]
- Anomalochromis (Greenwood, 1985)[27]
  - Anomalochromis thomasi (Boulenger, 1915)[28]
- Apistogramma (Regan, 1913)[29]
- Apistogrammoides (Meinken, 1965)[30]
  - Apistogrammoides pucallpaensis (Meinken, 1965)[31]
- Archocentrus (Gill, 1877)[32]
  - Archocentrus centrarchus (Gill, 1877)[33]
  - Archocentrus multispinosus (Günther, 1867)[34]
  - Archocentrus spinosissimus (Vaillant & Pellegrin, 1902)[35]
- Aristochromis (Trewavas, 1935)[36]
  - Aristochromis christyi (Trewavas, 1935)[36]
- Astatoreochromis (Pellegrin, 1904)[37]
  - Astatoreochromis alluaudi (Pellegrin, 1904)[38]
  - Astatoreochromis straeleni (Poll, 1944)[39]
  - Astatoreochromis vanderhorsti (Greenwood, 1954)[40]
- Astatotilapia (Pellegrin, 1904)[37]
- Astronotus (Swainson, 1839)[41]
  - Astronotus crassipinnis (Heckel, 1840)[18]
  - Astronotus ocellatus (Agassiz, 1831)[42]
- Aulonocara (Regan, 1922)[43]
- Aulonocranus (Regan, 1920)[44]
  - Aulonocranus dewindti (Boulenger, 1899)[45]
- Australoheros (Rican & Kullander, 2006)[46]
- Baileychromis (Poll, 1986)[24]
  - Baileychromis centropomoides (Bailey & Stewart, 1977)[47]
- Bathybates (Boulenger, 1898)[48]
- Benitochromis (Lamboj, 2001)[49]
- Benthochromis (Poll, 1986)[50]
  - Benthochromis horii (Takahashi, 2008)[51]
  - Benthochromis melanoides (Poll, 1984)[52]
  - Benthochromis tricoti (Poll, 1948)[53]
- Biotodoma (Eigenmann & Kennedy, 1903)[54]
  - Biotodoma cupido (Heckel, 1840)[55]
  - Biotodoma wavrini (Gosse, 1963)[56]
- Biotoecus (Eigenmann & Kennedy, 1903)[54]
  - Biotoecus dicentrarchus (Kullander, 1989)[57]
  - Biotoecus opercularis (Steindachner, 1875)[58]
- Boulengerochromis (Pellegrin, 1904)[37]
  - Boulengerochromis microlepis (Boulenger, 1899)[59]
- Buccochromis (Eccles & Trewavas, 1989)[60]
- Bujurquina (Kullander, 1986)[61]
- Callochromis (Regan, 1920)[44]
  - Callochromis macrops (Boulenger, 1898)
  - Callochromis melanostigma (Boulenger, 1906)
  - Callochromis pleurospilus (Boulenger, 1906)
- Caprichromis (Eccles & Trewavas, 1989)[60]
  - Caprichromis liemi (Mckaye & Mackenzie, 1982)
  - Caprichromis orthognathus (Trewavas, 1935)
- Caquetaia (Fowler, 1945)[62]
  - Caquetaia kraussii (Steindachner, 1878)[63]
  - Caquetaia myersi (Schultz, 1944)[64]
  - Caquetaia spectabilis (Steindachner, 1875)[65]
  - Caquetaia umbrifera (Meek & Hildebrand, 1913)[66]
- Cardiopharynx (Poll, 1942)[67]
  - Cardiopharynx schoutedeni (Poll, 1942)
- Chaetobranchopsis (Steindachner, 1875)[68]
  - Chaetobranchopsis australis (Eigenmann & Ward, 1907)[69]
  - Chaetobranchopsis orbicularis (Steindachner, 1875)[70]
- Chaetobranchus (Heckel, 1840)[71]
  - Chaetobranchus flavescens (Heckel, 1840)
  - Chaetobranchus semifasciatus (Steindachner, 1875)
- Chalinochromis (Poll, 1974)[72]
  - Chalinochromis brichardi (Poll, 1974)[73]
  - Chalinochromis popelini (Brichard, 1989)
- Champsochromis (Boulenger, 1915)[74]
- Cheilochromis (Eccles & Trewavas, 1989)[60]
  - Cheilochromis euchilus (Trewavas, 1935)[75]
- Chetia (Trewavas, 1961)[76]
- Chilochromis (Boulenger, 1902)[77]
  - Chilochromis duponti (Boulenger, 1902)
- Chilotilapia (Boulenger, 1908)[78]
  - Chilotilapia rhoadesii (Boulenger, 1908)[78]
- Chromidotilapia (Boulenger, 1898)[79]
- Cichla (Bloch & Schneider, 1801)[80]
- Cichlasoma (Swainson, 1839)[41]
- Cleithracara (Kullander & Nijssen, 1989)[81]
  - Cleithracara maronii (Steindachner, 1881)[82]
- Congochromis (Stiassny & Schliewen, 2007)[83]
  - Congochromis dimidiatus (Pellegrin, 1900)[84]
  - Congochromis pugnatus (Stiassny & Schliewen, 2007)[85]
  - Congochromis sabinae (Lamboj, 2005)
  - Congochromis squamiceps (Boulenger, 1902)[86]
- Copadichromis (Eccles & Trewavas, 1989)[87]
- Corematodus (Boulenger, 1897)[88]
  - Corematodus shiranus (Boulenger, 1897)
  - Corematodus taeniatus (Trewavas, 1935)
- Crenicara (Steindachner, 1875)[68]
  - Crenicara latruncularium (Kullander & Staeck, 1990)[89]
  - Crenicara punctulatum (Steindachner, 1875)[90]
- Crenicichla (Heckel, 1840)[71]
- Cryptoheros (Allgayer, 2001)[91]
- Ctenochromis (Pfeffer, 1893)[92]
  - Ctenochromis benthicola (Matthes, 1962)
  - Ctenochromis horei (Günther, 1894)[93]
  - Ctenochromis luluae (Fowler, 1930)
  - Ctenochromis oligacanthus (Regan, 1922)
  - Ctenochromis pectoralis (Pfeffer, 1893)
  - Ctenochromis polli (Thys van den Audenaerde, 1964)
- Ctenopharynx (Eccles & Trewavas, 1989)[94]
  - Ctenopharynx intermedius (Günther, 1864)
  - Ctenopharynx nitidus  (Trewavas, 1935)
  - Ctenopharynx pictus (Trewavas, 1935)
- Cunningtonia (Boulenger, 1906)[95]
  - Cunningtonia longiventralis (Boulenger, 1906)
- Cyathochromis (Trewavas, 1935)[36]
  - Cyathochromis obliquidens (Trewavas, 1935)
- Cyathopharynx (Regan, 1920)[44]
  - Cyathopharynx furcifer (Boulenger, 1898)[96]
- Cyclopharynx (Poll, 1948)[97]
  - Cyclopharynx fwae (Poll, 1948)
  - Cyclopharynx schwetzi (Poll, 1948)
- Cynotilapia (Regan, 1922)[43]
  - Cynotilapia afra (Günther, 1894)[98]
  - Cynotilapia axelrodi (Burgess, 1976)[99]
  - Cynotilapia pulpican (Tawil, 2002)[100]
- Cyphotilapia (Regan, 1920)[44]
- Cyprichromis (Scheuermann, 1977)[101]
- Cyrtocara (Boulenger, 1902)[102]
  - Cyrtocara moorii (Boulenger, 1902)[103]
- Danakilia (Thys van den Audenaerde, 1969)[104]
  - Danakilia franchettii (Vinciguerra, 1931)
- Dicrossus (Steindachner, 1875)[68]
  - Dicrossus filamentosus (Ladiges, 1958)[105]
  - Dicrossus gladicauda (Schindler & Staeck, 2008)[106]
  - Dicrossus maculatus (Steindachner, 1875)[58]
- Dimidiochromis (Eccles & Trewavas, 1989)[94]
  - Dimidiochromis compressiceps (Boulenger, 1908)
  - Dimidiochromis dimidiatus (Günther, 1864)
  - Dimidiochromis kiwinge (Ahl, 1926)
  - Dimidiochromis strigatus (Regan, 1922)
- Diplotaxodon (Trewavas, 1935)[36]
  - Diplotaxodon aeneus (Turner & Stauffer, 1998)
  - Diplotaxodon apogon (Turner & Stauffer, 1998)
  - Diplotaxodon argenteus (Trewavas, 1935)
  - Diplotaxodon ecclesi (Burgess & Axelrod, 1973)
  - Diplotaxodon greenwoodi (Stauffer & McKaye, 1986)
  - Diplotaxodon limnothrissa (Turner, 1994)
  - Diplotaxodon macrops (Turner & Stauffer, 1998)
- Divandu (Lamboj & Snoeks, 2000)[107]
  - Divandu albimarginatus (Lamboj & Snoeks, 2000)[108]
- Docimodus (Boulenger, 1897)[88]
  - Docimodus evelynae (Eccles & Lewis, 1976)
  - Docimodus johnstoni (Boulenger, 1897)
- Eclectochromis (Eccles & Trewavas, 1989)[87]
  - Eclectochromis lobochilus (Trewavas, 1935)
  - Eclectochromis ornatus (Regan, 1922)
- Ectodus (Boulenger, 1898)[48]
  - Ectodus descampsii (Boulenger, 1898)
- Enantiopus
  - Enantiopus albini (Steindachner, 1909)
- Eretmodus (Boulenger, 1898)[48]
  - Eretmodus cyanostictus (Boulenger, 1898)
- Etia (Schliewen & Stiassny, 2003)[109]
  - Etia nguti (Schliewen & Stiassny, 2003)[110]
- Etroplus (Cuvier, 1830)[111]
  - Etroplus canarensis (Day, 1877)[112]
  - Etroplus maculatus (Bloch, 1795)[113]
  - Etroplus suratensis (Bloch, 1790)[114]
- Exochochromis (Eccles & Trewavas, 1989)[94]
  - Exochochromis anagenys (Oliver, 1989)
- Fossorochromis (Eccles & Trewavas, 1989)[94]
  - Fossorochromis rostratus (Boulenger, 1899)
- Genyochromis (Trewavas, 1935)[36]
  - Genyochromis mento (Trewavas, 1935)
- Geophagus (Heckel, 1840)[71]
- Gephyrochromis (Boulenger, 1901)[115]
  - Gephyrochromis lawsi (Fryer, 1957)
  - Gephyrochromis moorii (Boulenger, 1901)
- Gnathochromis (Poll, 1981)[116]
  - Gnathochromis permaxillaris (David, 1936)
  - Gnathochromis pfefferi (Boulenger, 1898)
- Gobiocichla (Kanazawa, 1951)[117]
  - Gobiocichla ethelwynnae (Roberts, 1982)
  - Gobiocichla wonderi (Kanazawa, 1951)
- Grammatotria (Boulenger, 1899)[45]
  - Grammatotria lemairii (Boulenger, 1899)
- Greenwoodochromis (Poll, 1983)[118]
  - Greenwoodochromis bellcrossi (Poll, 1976)
  - Greenwoodochromis christyi (Trewavas, 1953)
- Guianacara (Kullander & Nijssen, 1989)[119]
- Gymnogeophagus (Miranda Ribeiro, 1918)[120]
- Haplochromis (Hilgendorf, 1888)[121]
- Haplotaxodon (Boulenger, 1906)[122]
  - Haplotaxodon microlepis (Boulenger, 1906)
  - Haplotaxodon trifasciatus (Takahashi & Nakaya, 1999)
- Hemibates (Regan, 1920)[44]
  - Hemibates stenosoma (Boulenger, 1901)
- Hemichromis (Peters, 1857)[123]
- Hemitaeniochromis (Eccles & Trewavas, 1989)[94]
  - Hemitaeniochromis urotaenia (Regan, 1922)
- Hemitilapia (Boulenger, 1902)[102]
  - Hemitilapia oxyrhyncha (Boulenger, 1902)
- Herichthys (Baird & Girard, 1854)[124]
  - Herichthys bartoni (Bean, 1892)[125]
  - Herichthys carpintis (Jordan & Snyder, 1899)[126]
  - Herichthys cyanoguttatus (Baird & Girard, 1854)[127]
  - Herichthys deppii (Heckel, 1840)
  - Herichthys labridens (Pellegrin, 1903)[128]
  - Herichthys minckleyi (Kornfield & Taylor, 1983)
  - Herichthys pantostictus (Taylor & Miller, 1983)[129]
  - Herichthys pearsei (Hubbs, 1936)
  - Herichthys steindachneri (Jordan & Snyder, 1899)[126]
  - Herichthys tamasopoensis (Artigas Azas, 1993)[130]
- Heroina (Kullander, 1996)[131]
  - Heroina isonycterina (Kullander, 1996)
- Heros (Heckel, 1840)[71]
  - Heros efasciatus (Heckel, 1840)[55]
  - Heros notatus (Jardine, 1843)[132]
  - Heros severus (Heckel, 1840)[55]
  - Heros spurius (Heckel, 1840)[133]
- Heterochromis (Regan, 1922)[134]
  - Heterochromis multidens (Pellegrin, 1900)
- Hoplarchus (Kaup, 1860)[135]
  - Hoplarchus psittacus (Heckel, 1840)
- Hoplotilapia (Hilgendorf, 1888)[121]
  - Hoplotilapia retrodens (Hilgendorf, 1888)
- Hypselecara (Kullander, 1986)[61]
  - Hypselecara coryphaenoides (Heckel, 1840)[55]
  - Hypselecara temporalis (Gunther, 1862)[136]
- Hypsophrys (Agassiz, 1859)[137]
  - Hypsophrys nematopus (Günther, 1867)[34]
  - Hypsophrys nicaraguensis (Günther, 1864)[138]
- Interochromis (Yamaoka, Hori & Kuwamura, 1988)[139]
  - Interochromis loocki (Poll, 1949)[140]
- Iodotropheus (Oliver & Loiselle, 1972)[141]
  - Iodotropheus declivitas (Stauffer, 1994)
  - Iodotropheus sprengerae (Oliver & Loiselle, 1972)
  - Iodotropheus stuartgranti (Konings, 1990)
- Iranocichla (Coad, 1982)[142]
  - Iranocichla hormuzensis (Coad, 1982)[143]
- Julidochromis (Boulenger, 1898)[48]
- Katria (Stiassny & Sparks, 2006)[144]
  - Katria katria (Reinthal & Stiassny, 1997)[145]
- Konia (Trewavas, 1972)[146]
  - Konia dikume (Trewavas, 1972)[147]
  - Konia eisentrauti (Trewavas, 1962)[148]
- Krobia (Kullander & Nijssen, 1989)[149]
  - Krobia guianensis (Regan, 1905)[150]
  - Krobia itanyi (Puyo, 1943)[151]
  - Krobia paloemeuensis (Kullander & Nijssen, 1989)[152]
  - Krobia potaroensis (Eigenmann, 1912)[153]
- Labeotropheus (Ahl, 1926)[154]
  - Labeotropheus fuelleborni (Ahl, 1926)[155]
  - Labeotropheus trewavasae (Fryer, 1956)[156]
- Labidochromis (Trewavas, 1935)[36]
- Laetacara (Kullander, 1986)[61]
- Lamprologus (Schilthuis, 1891)[157]
- Lepidiolamprologus (Pellegrin, 1904)[37]
- Lestradea (Poll, 1943)[158]
  - Lestradea perspicax (Poll, 1943)[159]
  - Lestradea stappersii (Poll, 1943)[159]
- Lethrinops (Regan, 1922)[43]
- Lichnochromis (Trewavas, 1935)[36]
  - Lichnochromis acuticeps (Trewavas, 1935)
- Limbochromis (Greenwood, 1987)[160]
  - Limbochromis robertsi (Thys van den Audenaerde & Loiselle, 1971)[161]
- Limnochromis (Regan, 1920)[44]
  - Limnochromis abeelei (Poll, 1949)[162]
  - Limnochromis auritus (Boulenger, 1901)[163]
  - Limnochromis staneri (Poll, 1949)[162]
- Limnotilapia (Regan, 1920)[44]
  - Limnotilapia dardennii (Boulenger, 1899)
- Lobochilotes (Boulenger, 1915)[74]
  - Lobochilotes labiatus (Boulenger, 1898)
- Maravichromis (Eccles i Trewavas, 1989)
- Maylandia (Meyer & Foerster, 1984)
- Mazarunia (Kullander, 1990)[164]
  - Mazarunia mazarunii (Kullander, 1990)[165]
- Mbipia (Lippitsch & Seehausen, 1998)[166]
  - Mbipia lutea (Seehausen & Bouton, 1998)[167]
  - Mbipia mbipi (Lippitsch & Bouton, 1998)[167]
- Mchenga (Stauffer & Konings, 2006)[168]
- Melanochromis (Trewavas, 1935)[36]
- Mesonauta (Günther, 1862)[169]
- Metriaclima (Stauffer, Bowers, Kellogg & McKaye, 1997)[170]
- Microchromis (Johnson, 1975)[171]
  - Microchromis zebroides (Johnson, 1975)[171]
- Mikrogeophagus (Meulengracht-Madson, 1968)[172]
  - Mikrogeophagus altispinosus (Haseman, 1911)
  - Mikrogeophagus ramirezi (Myers & Harry, 1948)[173]
- Myaka (Trewavas, 1972)[146]
  - Myaka myaka (Trewavas, 1972)[174]
- Mylochromis (Regan, 1920)[44]
  - Mylochromis chekopae (Turner & Howarth, 2001)[175]
  - Mylochromis ensatus (Turner & Howarth, 2001)[175]
  - Mylochromis gracilis (Trewavas, 1935)
  - Mylochromis lateristriga (Günther, 1864)[176]
  - Mylochromis melanonotus (Regan, 1922)[177]
  - Mylochromis spilostichus (Trewavas, 1935)
- Naevochromis (Eccles & Trewavas, 1989)[94]
  - Naevochromis chrysogaster (Trewavas, 1935)[75]
- Nandopsis (Gill, 1862)[178]
  - Nandopsis haitiensis (Tee-Van, 1935)[179]
  - Nandopsis tetracanthus (Valenciennes, 1831)[180]
  - Nandopsis vombergae (Ladiges, 1938)[181]
- Nannacara (Regan, 1905)[182]
  - Nannacara adoketa (Kullander & Prada-Pedreros, 1993)[183]
  - Nannacara anomala (Regan, 1905)[150]
  - Nannacara aureocephalus (Allgayer, 1983)[184]
  - Nannacara bimaculata (Eigenmann, 1912)[185]
  - Nannacara quadrispinae (Staeck & Schindler, 2004)[186]
  - Nannacara taenia (Regan, 1912)[187]
- Nanochromis (Pellegrin, 1904)[37]
- Neochromis (Regan, 1920)[44]
- Neolamprologus (Colombe & Allgayer, 1985)[188]
- Nimbochromis (Eccles & Trewavas, 1989)[94]
- Nyassachromis (Eccles & Trewavas, 1989)[94]
- Ophthalmotilapia (Pellegrin, 1904)[37]
  - Ophthalmotilapia boops (Boulenger, 1901)[163]
  - Ophthalmotilapia heterodonta (Poll & Matthes, 1962)[189]
  - Ophthalmotilapia nasuta (Poll & Matthes, 1962)[189]
  - Ophthalmotilapia ventralis (Boulenger, 1898)[190]
- Oreochromis (Günther, 1889)[191]
- Orthochromis (Greenwood, 1954)[192]
- Otopharynx (Regan, 1920)[44]
- Oxylapia (Kiener & Maugé, 1966)[193]
  - Oxylapia polli (Kiener & Maugé, 1966)[194]
- Pallidochromis (Turner, 1994)[195]
  - Pallidochromis tokolosh (Turner, 1994)[196]
- Parachromis (Agassiz, 1859)[197]
  - Parachromis dovii (Günther, 1864)[198]
  - Parachromis friedrichsthalii (Heckel, 1840)[55]
  - Parachromis loisellei (Bussing, 1989)[199]
  - Parachromis managuensis (Günther, 1867)[200]
  - Parachromis motaguensis (Günther, 1867)[200]
- Paracyprichromis (Poll, 1986)[24]
  - Paracyprichromis brieni (Poll, 1981)[201]
  - Paracyprichromis nigripinnis (Boulenger, 1901)[163]
- Paralabidochromis (Greenwood, 1956)[202]
  - Paralabidochromis victoriae (Greenwood, 1956)[203]
- Parananochromis (Greenwood, 1987)[204]
- Paraneetroplus (Regan, 1905)[205]
  - Paraneetroplus bulleri (Regan, 1905)[206]
  - Paraneetroplus gibbiceps (Steindachner, 1864)[207]
  - Paraneetroplus nebuliferus (Günther, 1860)[208]
- Paratilapia (Bleeker, 1868)[209]
  - Paratilapia polleni (Bleeker, 1868)[210]
  - Paratilapia toddi (Boulenger, 1905)
- Paretroplus (Bleeker, 1868)[211]
- Pelmatochromis (Steindachner, 1894)[212]
  - Pelmatochromis buettikoferi (Steindachner, 1894)[213]
  - Pelmatochromis nigrofasciatus (Pellegrin, 1900)[214]
  - Pelmatochromis ocellifer (Boulenger, 1899)[215]
- Pelvicachromis (Thys van den Audenaerde, 1968)[216]
- Perissodus (Boulenger, 1898)[217]
  - Perissodus eccentricus (Liem & Stewart, 1976)[218]
  - Perissodus microlepis (Boulenger, 1898)[190]
- Petenia (Günther, 1862)[169]
  - Petenia splendida (Günther, 1862)[219]
- Petrochromis (Boulenger, 1898)[48]
- Petrotilapia (Trewavas, 1935)[36]
  - Petrotilapia chrysos (Stauffer & van Snik, 1996)[220]
  - Petrotilapia genalutea (Marsh, 1983)[221]
  - Petrotilapia nigra (Marsh, 1983)[221]
  - Petrotilapia tridentiger (Trewavas, 1935)[222]
- Pharyngochromis (Greenwood, 1979)[223]
  - Pharyngochromis acuticeps (Steindachner, 1866)[224]
  - Pharyngochromis darlingi (Boulenger, 1911)[225]
- Placidochromis (Eccles & Trewavas, 1989)[60]
- Platytaeniodus (Boulenger, 1906)[226]
  - Platytaeniodus degeni (Boulenger, 1906)[226]
- Plecodus (Boulenger, 1898)[48]
  - Plecodus elaviae  (Poll, 1949)[162]
  - Plecodus multidentatus (Poll, 1952)[227]
  - Plecodus paradoxus (Boulenger, 1898)[190]
  - Plecodus straeleni (Poll, 1948)[53]
- Protomelas (Eccles & Trewavas, 1989)[228]
- Pseudocrenilabrus (Fowler, 1934)[229]
  - Pseudocrenilabrus multicolor (Schoeller, 1903)[230]
  - Pseudocrenilabrus nicholsi (Pellegrin, 1928)[231]
  - Pseudocrenilabrus philander (Weber, 1897)[232]
- Pseudosimochromis (Nelissen, 1977)[233]
  - Pseudosimochromis curvifrons (Poll, 1942)[234]
- Pseudotropheus (Regan, 1922)[43]
- Pterochromis (Trewavas, 1973)[235]
  - Pterochromis congicus (Boulenger, 1897)[236]
- Pterophyllum (Heckel, 1840)[71]
  - Pterophyllum altum (Pellegrin, 1903)[128]
  - Pterophyllum leopoldi (Gosse, 1963)[56]
  - Pterophyllum scalare (Lichtenstein, 1823)[237]
- Ptychochromis (Steindachner, 1880)[238]
  - Ptychochromis curvidens (Stiassny & Sparks, 2006)[239]
  - Ptychochromis ernestmagnusi (Sparks & Stiassny, 2010)[240]
  - Ptychochromis grandidieri (Sauvage, 1882)
  - Ptychochromis inornatus (Sparks, 2002)[241]
  - Ptychochromis insolitus (Stiassny & Sparks, 2006)[239]
  - Ptychochromis loisellei (Stiassny & Sparks, 2006)[239]
  - Ptychochromis makira (Stiassny & Sparks, 2006)[239]
  - Ptychochromis oligacanthus (Bleeker, 1868)[242]
  - Ptychochromis onilahy (Stiassny & Sparks, 2006)[239]
- Ptychochromoides (Kiener & Mauge, 1966)[193]
  - Ptychochromoides betsileanus (Boulenger, 1899)[215]
  - Ptychochromoides itasy (Sparks, 2004)[243] †
  - Ptychochromoides vondrozo (Sparks & Reinthal, 2001)[244]
- Pundamilia (Seehausen & Lippitsch, 1998)[166]
  - Pundamilia azurea (Seehausen & Lippitsch, 1998)[245]
  - Pundamilia igneopinnis (Seehausen & Lippitsch, 1998)[245]
  - Pundamilia macrocephala (Seehausen & Bouton, 1998)[245]
  - Pundamilia nyererei (Witte-Maas & Witte, 1985)[246]
  - Pundamilia pundamilia (Seehausen & Bouton, 1998)[245]
- Pungu (Trewavas, 1972)[146]
  - Pungu maclareni (Trewavas, 1962)[247]
- Pyxichromis (Greenwood, 1980)[21]
  - Pyxichromis orthostoma (Regan, 1922)[248]
  - Pyxichromis paradoxus (Lippitsch & Kaufman, 2003)[249]
  - Pyxichromis parorthostoma (Greenwood, 1967)[250] †
- Reganochromis (Whitley, 1929)[251]
  - Reganochromis calliurus (Boulenger, 1901)[252]
- Retroculus (Eigenmann & Bray, 1894)[20]
  - Retroculus lapidifer (Castelnau, 1855)
  - Retroculus septentrionalis (Gosse, 1971)
  - Retroculus xinguensis (Gosse, 1971)
- Rhamphochromis (Regan, 1922)[43]
- Rocio (Schmitter-Soto, 2007)[253]
  - Rocio gemmata (Contreras-Balderas & Schmitter-Soto, 2007)[254]
  - Rocio ocotal (Schmitter-Soto, 2007)[254]
  - Rocio octofasciata (Regan, 1903)[255]
- Sargochromis (Regan, 1920)[44]
- Sarotherodon (Rüppell, 1852)[256]
- Satanoperca (Günther, 1862)[169]
- Schubotzia (Boulenger, 1914)[257]
  - Schubotzia eduardiana (Boulenger, 1914)[258]
- Schwetzochromis (Poll, 1948)[97]
  - Schwetzochromis neodon (Poll, 1948)[259]
- Sciaenochromis (Eccles & Trewavas, 1989)[60]
  - Sciaenochromis ahli (Trewavas, 1935)[260]
  - Sciaenochromis benthicola (Konings, 1993)[261]
  - Sciaenochromis fryeri (Konings, 1993)[262]
  - Sciaenochromis gracilis (Trewavas, 1935)[263]
  - Sciaenochromis psammophilus (Konings, 1993)[261]
  - Sciaenochromis spilostichus (Trewavas, 1935)[222]
- Serranochromis (Regan, 1920)[44]
- Simochromis (Boulenger, 1898)[48]
  - Simochromis babaulti (Pellegrin, 1927)[264]
  - Simochromis diagramma (Günther, 1894)[265]
  - Simochromis margaretae (Axelrod & Harrison, 1978)[266]
  - Simochromis marginatus (Poll, 1956)[267]
  - Simochromis pleurospilus (Nelissen, 1978)[268]
- Spathodus (Boulenger, 1900)[269]
  - Spathodus erythrodon (Boulenger, 1900)[270]
  - Spathodus marlieri (Poll, 1950)[271]
- Steatocranus (Boulenger, 1899)[272]
- Stigmatochromis (Eccles & Trewavas, 1989)[60]
  - Stigmatochromis macrorhynchos (Stauffer, Cleaver-Yoder & Konings, 2011)[273]
  - Stigmatochromis melanchros (Stauffer, Cleaver-Yoder & Konings, 2011)[273]
  - Stigmatochromis modestus (Günther, 1894)[274]
  - Stigmatochromis pholidophorus (Trewavas, 1935)[275]
  - Stigmatochromis pleurospilus (Trewavas, 1935)[275]
  - Stigmatochromis woodi (Regan, 1922)[276]
- Stomatepia (Trewavas, 1962)[277]
  - Stomatepia mariae (Holly, 1930)[278]
  - Stomatepia mongo (Trewavas, 1972)[279]
  - Stomatepia pindu (Trewavas, 1972)[279]
- Symphysodon (Heckel, 1840)[71]
  - Symphysodon aequifasciatus (Pellegrin, 1904)[38]
  - Symphysodon discus (Heckel, 1840)[18]
- Taeniacara (Myers, 1935)[280]
  - Taeniacara candidi (Myers, 1935)[280]
- Taeniochromis (Eccles & Trewavas, 1989)[94]
  - Taeniochromis holotaenia (Regan, 1922)[43]
- Taeniolethrinops (Eccles & Trewavas, 1989)[94]
  - Taeniolethrinops cyrtonotus (Trewavas, 1931)[281]
  - Taeniolethrinops furcicauda (Trewavas, 1931)[281]
  - Taeniolethrinops laticeps (Trewavas, 1931)[281]
  - Taeniolethrinops praeorbitalis (Regan, 1922)[276]
- Tahuantinsuyoa (Kullander, 1991)[61]
  - Tahuantinsuyoa chipi (Kullander, 1991)[282]
  - Tahuantinsuyoa macantzatza (Kullander, 1986)[283]
- Tangachromis (Poll, 1981)[116]
  - Tangachromis dhanisi (Poll, 1949)[284]
- Tanganicodus (Poll, 1950)[285]
  - Tanganicodus irsacae (Poll, 1950)[286]
- Teleocichla (Kullander, 1988)[287]
  - Teleocichla centisquama (Zuanon & Sazima, 2002)[288]
  - Teleocichla centrarchus (Kullander, 1988)[289]
  - Teleocichla cinderella (Kullander, 1988)[289]
  - Teleocichla gephyrogramma (Kullander, 1988)[289]
  - Teleocichla monogramma (Kullander, 1988)[289]
  - Teleocichla prionogenys (Kullander, 1988)
- Teleogramma (Boulenger, 1899)[272]
  - Teleogramma brichardi (Poll, 1959)[290]
  - Teleogramma depressum (Roberts & Stewart, 1976)[291]
  - Teleogramma gracile (Boulenger, 1899)[292]
  - Teleogramma monogramma (Pellegrin, 1927)[293]
- Telmatochromis (Boulenger, 1898)[48]
- Theraps (Günther, 1862)[294]
  - Theraps coeruleus (Stawikowski & Werner, 1987)[295]
  - Theraps godmanni (Günther, 1862)[169]
  - Theraps heterospilus (Hubbs, 1936)[296]
  - Theraps intermedius (Günther, 1862)[169]
  - Theraps irregularis (Günther, 1862)[297]
  - Theraps lentiginosus (Steindachner, 1864)[298]
  - Theraps microphthalmus (Günther, 1862)[169]
  - Theraps wesseli (Miller, 1996)[299]
- Thoracochromis (Greenwood, 1979)[223]
  - Thoracochromis albolabris (Trewavas & Thys van den Audenaerde, 1969)[300]
  - Thoracochromis bakongo (Thys van den Audenaerde, 1964)
  - Thoracochromis brauschi (Poll & Thys van den Audenaerde, 1965)[301]
  - Thoracochromis buysi (Penrith, 1970)[302]
  - Thoracochromis callichromus (Poll, 1948)[303]
  - Thoracochromis demeusii (Boulenger, 1899)
  - Thoracochromis fasciatus (Perugia, 1892)
  - Thoracochromis lucullae (Boulenger, 1913)
  - Thoracochromis moeruensis (Boulenger, 1899)
  - Thoracochromis schwetzi (Poll, 1967)
  - Thoracochromis stigmatogenys (Boulenger, 1913)
  - Thoracochromis wingatii (Boulenger, 1902)
- Thorichthys (Meek, 1904)[304]
- Thysochromis (Daget, 1988)[305]
  - Thysochromis ansorgii (Boulenger, 1901)[306]
- Tilapia (Smith, 1840)[307]
- Tomocichla (Regan, 1908)[308]
  - Tomocichla asfraci (Allgayer, 2002)
  - Tomocichla sieboldii (Kner, 1863)
  - Tomocichla tuba (Meek, 1912)
- Tramitichromis (Eccles & Trewavas, 1989)[309]
  - Tramitichromis brevis (Boulenger, 1908)
  - Tramitichromis intermedius (Trewavas, 1935)
  - Tramitichromis lituris (Trewavas, 1931)
  - Tramitichromis trilineatus (Trewavas, 1931)
  - Tramitichromis variabilis (Trewavas, 1931)
- Trematocara (Boulenger, 1899)[310]
- Trematocranus (Trewavas, 1935)[36]
  - Trematocranus labifer (Trewavas, 1935)
  - Trematocranus microstoma (Trewavas, 1935)
  - Trematocranus placodon (Regan, 1922)
- Triglachromis (Poll & Thys van den Audenaerde, 1974)[311]
  - Triglachromis otostigma (Regan, 1920)[312]
- Tristramella (Trewavas, 1942)[313]
  - Tristramella intermedia (Steinitz & Ben-Tuvia, 1959) †
  - Tristramella magdalainae (Lortet, 1883) †
  - Tristramella sacra (Günther, 1865)
  - Tristramella simonis (Günther, 1864)
- Tropheops (Trewavas, 1984)
  - Tropheops gracilior (Trewavas, 1935)
  - Tropheops lucerna (Trewavas, 1935)
  - Tropheops macrophthalmus (Ahl, 1926)
  - Tropheops microstoma (Trewavas, 1935)
  - Tropheops modestus (Johnson, 1974)
  - Tropheops novemfasciatus (Regan, 1922)
  - Tropheops romandi (Colombé, 1979)
  - Tropheops tropheops (Regan, 1922)
- Tropheus (Boulenger, 1898)[217]
- Tylochromis (Regan, 1920)[44]
- Tyrannochromis (Eccles & Trewavas, 1989)[60]
- Uaru (Heckel, 1840)[71]
  - Uaru amphiacanthoides (Heckel, 1840)
  - Uaru fernandezyepezi (Stawikowski, 1989)
- Variabilichromis (Colombe & Allgayer, 1985)[314]
  - Variabilichromis moorii (Boulenger, 1898)[48]
- Vieja (Fernández-Yepez, 1969)[315]
- Xenochromis (Boulenger, 1899)[316]
  - Xenochromis hecqui (Boulenger, 1899)[316]
- Xenotilapia (Boulenger, 1899)[310]
- Xystichromis (Greenwood, 1980)
- Yssichromis (Greenwood, 1980)[21]
  - Yssichromis fusiformis (Greenwood & Gee, 1969)[317][318][319][320][321][322][323][324][325][326]